# Harry Kane
Harry Edward Kane, MBE (* 28. Juli 1993 in Walthamstow, London) ist ein englischer Fußballspieler. Der Mittelstürmer steht seit August 2023 beim FC Bayern München unter Vertrag und ist Kapitän der englischen Nationalmannschaft. Kane ist Rekordtorschütze von Tottenham Hotspur und der Nationalelf.
Obwohl Kane als einer der besten Stürmer seiner Generation gilt, erreichte er erst 2025 im Alter von 31 Jahren mit dem Gewinn der deutschen Meisterschaft seinen ersten Titelgewinn. Zuvor war er mit Tottenham Hotspur 2015 und 2021 im Finale des englischen Ligapokals sowie im Champions-League-Finale 2019 gescheitert. In der Premier League, in dessen ewiger Torschützenliste er hinter Alan Shearer auf dem 2. Platz steht, war die beste Platzierung ein 2. Platz im Jahr 2017. Mit der Nationalmannschaft unterlag der Stürmer 2021 und 2024 im Finale der Europameisterschaft.

## Jugend
Kane wurde im Londoner Stadtteil Walthamstow geboren und hat einen älteren Bruder. Sein Vater stammt aus Galway, Irland. Die Familie zog nach Chingford, wo er bis 2004 die Larkswood Primary Academy besuchte, anschließend die Chingford Foundation School, auf die schon David Beckham gegangen war. Kane spielte schon in jungen Jahren Fußball und schloss sich 1999 mit sechs Jahren einem örtlichen Verein, den Ridgeway Rovers, an.
Kane sagte später über den Londoner Verein Tottenham Hotspur: „Der größte Teil meiner Familie war Spurs-Fans, und ich bin 15 Minuten vom Stadion entfernt aufgewachsen, also werde ich immer ein Spurs-Fan sein.“ Er nannte deren Stürmer Teddy Sheringham sein Vorbild in der Kindheit und sah ihn als „großartigen Vollstrecker“. Weitere Einflüsse dieser Zeit schließen David Beckham und Jermain Defoe ein.

## Vereinskarriere

### Jugend und erste Profierfahrungen
Kane begann seine Karriere beim Londoner Verein Ridgeway Rovers. Im Jahr 2001 wechselte er in die Jugendabteilung des FC Arsenal und kehrte nach einem Jahr zu den Rovers zurück. Im Jahr 2004 wechselte er, nachdem er für kurze Zeit beim FC Watford gespielt hatte, in die Jugendakademie von Tottenham Hotspur. In den folgenden Jahren durchlief Kane, der als Mittelfeldspieler begonnen hatte, alle Jugendmannschaften der Spurs bis zur U18. An seinem 16. Geburtstag erhielt er ein Stipendium vom Verein. In der Saison 2009/10 erzielte er für die U18-Mannschaft 18 Tore in 22 Spielen. Aufgrund seiner Leistungen wurde Kane für zwei Pokalspiele der ersten Mannschaft nominiert, kam aber nicht zum Einsatz. Im Juli 2010 unterschrieb er dann seinen ersten Profivertrag, kam aber zunächst in der U19 von Tottenham zum Einsatz. Um Spielpraxis auf höherem Niveau zu sammeln und weil die U23 vor der Saison 2009/10 abgemeldet wurde, verlieh man den Stürmer im Januar 2011 bis zum Ende der Spielzeit an den Drittligisten Leyton Orient. Sein Pflichtspieldebüt als Profi gab er noch im selben Monat, als er im Spiel gegen den AFC Rochdale eingewechselt wurde. Insgesamt kam er in 18 Spielen zum Einsatz und erzielte fünf Tore.
Zur Saison 2011/12 kehrte Kane zu seinem Stammverein zurück. Sein Debüt in der ersten Mannschaft gab er am 25. August 2011 in der Qualifikation zur Europa League gegen den FC Heart of Midlothian (0:0). In diesem Spiel verschoss Kane einen Elfmeter. Sein erstes Pflichtspieltor für die Spurs erzielte Kane ebenfalls in der Europa League beim 4:0-Auswärtssieg gegen die Shamrock Rovers am 15. Dezember 2011. In der Premier League und in den Pokalwettbewerben kam er nicht zum Einsatz, in der Europa League (inkl. Qualifikation) standen sechs Einsätze und ein Tor zu Buche. In der Winterpause 2011/12 verlieh Tottenham Kane zusammen mit Ryan Mason ab dem 1. Januar 2012 bis Saisonende an den FC Millwall. Dort kam er in der Liga auf 22 Einsätze, in denen er sieben Tore erzielte. Obwohl er nur in der Rückrunde beim Verein aktiv war, wurde er zu Millwalls Jungspieler des Jahres ernannt.
Zur Saison 2012/13 kehrte Kane nach Tottenham zurück und debütierte am ersten Spieltag in der Premier League, als er bei der 1:2-Niederlage bei Newcastle United kurz vor Schluss für Sandro Raniere eingewechselt wurde. Auch kam er in der wiedergeschaffenen U23-Mannschaft gegen Manchester United in der Premier League 2 zum Einsatz. Am 31. August 2012 wurde Kane bis Saisonende an den Ligakonkurrenten Norwich City ausgeliehen. Er debütierte am 15. September 2012 gegen West Ham United, als er in der 71. Minute für Grant Holt eingewechselt wurde. Im selben Monat zog sich Kane beim Ligapokal-Spiel gegen die Doncaster Rovers einen Mittelfußbruch zu, weshalb er drei Monate ausfiel. Er gab sein Comeback bei der zweiten Mannschaft von Norwich, für die er gegen die U23 von West Ham zwei Tore erzielte. Für die Profimannschaft reichte es nur noch zu zwei Einsätzen in der Liga sowie zu einem im FA Cup.
Da Tottenham im Winter-Transferfenster keine neuen Stürmer verpflichten konnte, wechselte Kane Anfang Februar 2013 frühzeitig wieder zu seinem Stammverein. Hier kam er in jenem Monat zu drei Einsätzen bei der U23 von Tottenham, wo er gegen West Ham U21 traf. Am 21. Februar 2013 gab der Klub bekannt, dass der Vertrag des Stürmers bis zum 30. Juni 2017 verlängert wurde und er an den Zweitligisten Leicester City weiterverliehen werde. Konnte er sich anfangs noch als Stammspieler durchsetzen und bereits bei seinem zweiten Einsatz gegen die Blackburn Rovers treffen, verlor er seinen Stammplatz bereits schnell wieder und kam im Folgenden nur noch als Einwechselspieler zu Kurzeinsätzen. Den Aufstieg verpasste man nach dem Aus im Halbfinale der Playoffs der Championship gegen den FC Watford. Bereits im Mai wechselte Kane zurück nach Tottenham, wo er am 20. Mai 2013 im Finale der U21 Premier League bei der 2:3-Niederlage gegen Manchester United wieder mitwirkte.
In der folgenden Saison kam er zunächst wieder bei der U23 zum Einsatz, wo er mit seinen Toren auf sich aufmerksam machte und anschließend abwechselnd in der ersten und der zweiten Mannschaft spielte. Im November 2013 zog Kane sich eine Rückenverletzung zu, die ihn einen Monat außer Gefecht setzte. Am 7. April 2014 (33. Spieltag) stand er nach der Verletzung von Roberto Soldado erstmals bei einem Ligaspiel von Tottenham in der Startelf, bei dem er beim 5:1-Sieg gegen den AFC Sunderland auch erstmals ein Ligator erzielte. Auch in den beiden folgenden Spielen traf er jeweils einmal und konnte seinen Stammplatz trotz der Rückkehr Soldados bis zum Saisonende behalten.

### Durchbruch bei Tottenham und Aufstieg zum Weltklassestürmer

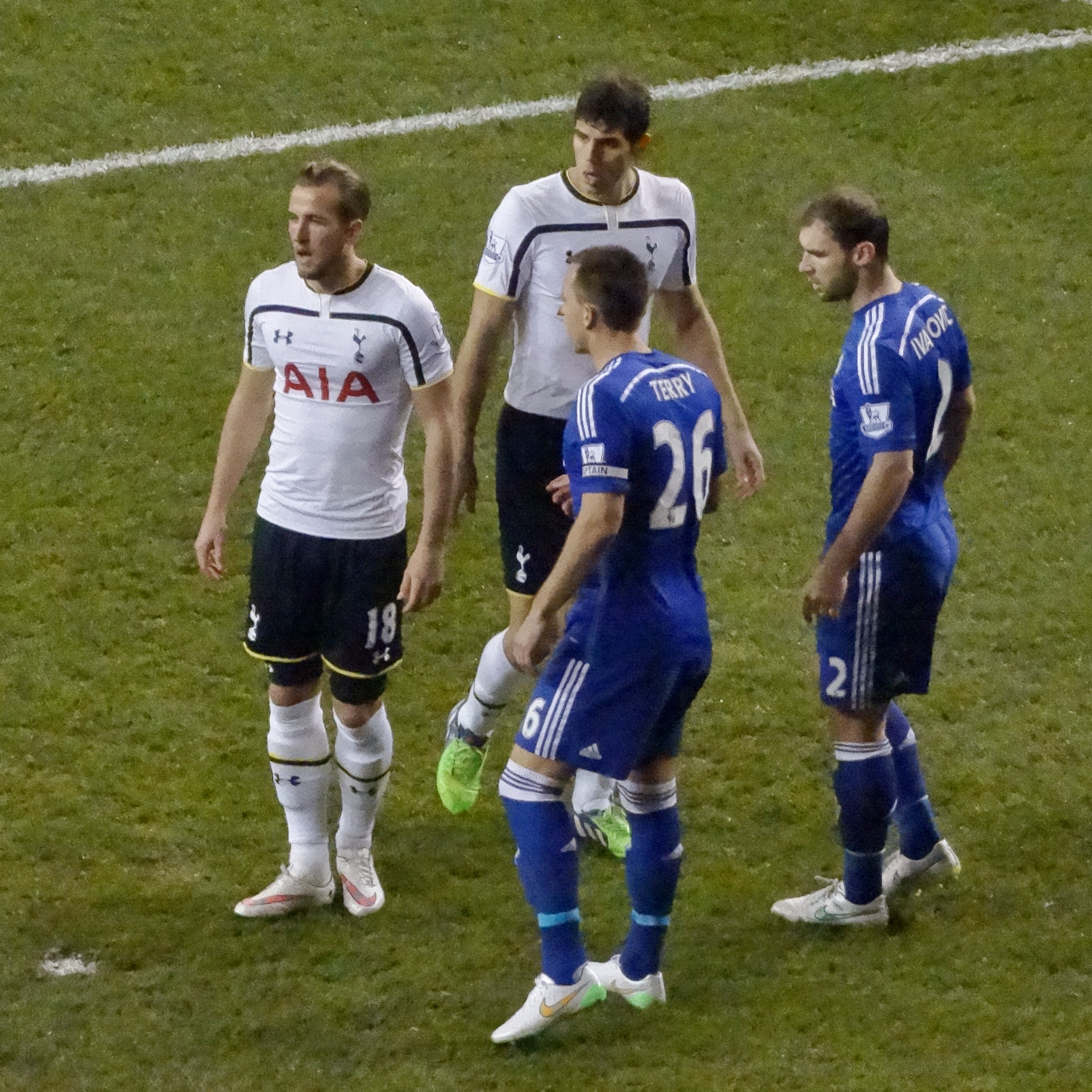
Kane (links) im Spiel gegen den FC Chelsea (2015)

Nach leichten Schwierigkeiten zum Start in die Saison 2014/15 etablierte sich Kane endgültig in der Startformation der Spurs. Am 23. Oktober 2014 erzielte Kane beim 5:1-Sieg gegen Asteras Tripolis am dritten Spieltag der Gruppenphase der Europa League drei Tore. Nach einem Platzverweis gegen Torwart Hugo Lloris in der 87. Spielminute nahm er die Position des Torwarts ein, da Trainer Mauricio Pochettino bereits dreimal gewechselt hatte. Den anschließenden flach auf den Mann geschossenen Freistoß konnte Kane nicht halten. Im Februar 2015 verlängerte er seinen Vertrag bei Tottenham Hotspur bis zum 30. Juni 2020. Mit den Spurs erreichte Kane 2015 das Finale des League Cups, unterlag aber dem FC Chelsea. Bis zum Ende der Saison erzielte der Stürmer in 34 Ligaspielen 21 Tore, im Ligapokal drei Tore in sechs Spielen sowie sieben Tore in neun Spielen in der Europa League. Aufgrund seiner Leistungen wurde er zu Englands Jungprofi des Jahres, Tottenhams Spieler des Jahres sowie in das PFA Team of the Year gewählt.
Zur Saison 2015/16 erhielt Kane die Rückennummer 10 von Emmanuel Adebayor. Nachdem er in den ersten Saisonspielen kaum Tore geschossen hatte, steigerte der englische Nationalspieler sich danach und konnte bis zum Jahresende zehn Tore in zehn Spielen erzielen. Mit seinem Doppelpack gegen seinen Ex-Klub Norwich City erzielte er 27 Ligatore im Jahr 2015, womit Kane den klubinternen Rekord von Teddy Sheringham brach. Am Ende der Saison wurde Kane mit 25 Toren Torschützenkönig der Premier League und wurde erneut ins PFA Team of the Year gewählt.
Am 1. Dezember 2016 verlängerte Kane seinen Vertrag bis zum 30. Juni 2022. Mit seinem 20. Saisontor am 15. April 2017 gegen den AFC Bournemouth wurde er einer von nur vier Spielern, die in drei aufeinanderfolgenden Spielzeiten mindestens 20 Tore erzielten. Zwei Spieltage vor Schluss stand er mit 22 Toren hinter Romelu Lukaku, der 24 Tore erzielt hatte. Mit sieben Toren in den letzten zwei Saisonspielen überholte er diesen noch und wurde mit 29 Toren zum zweiten Mal in Folge Torschützenkönig. Tottenham Hotspur errang in der Saison 2016/17 den zweiten Platz in der Premier League. Kane wurde von den Fans zu Englands Fußballer des Jahres sowie zum dritten Mal in die Mannschaft des Jahres gewählt.

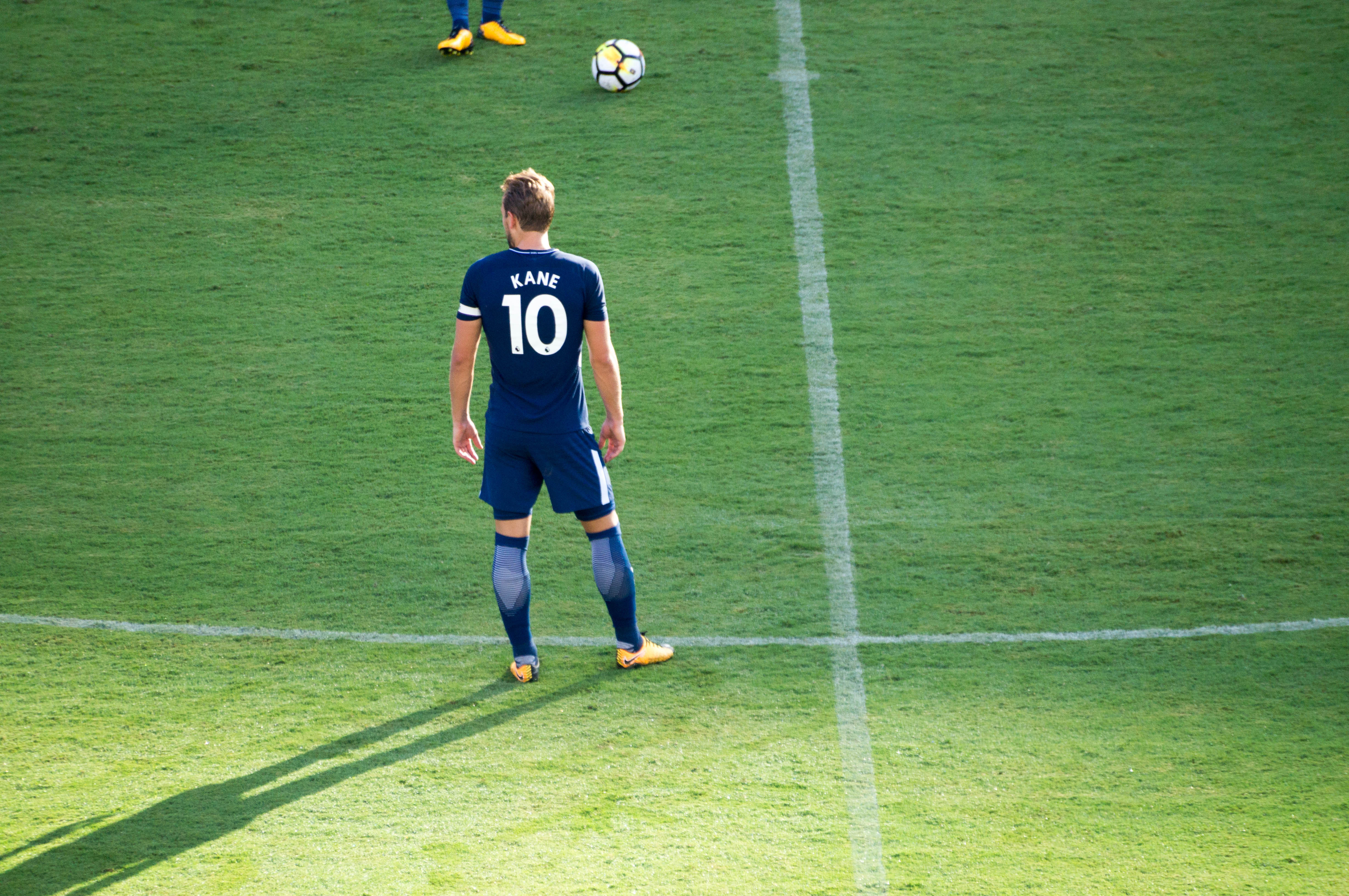
Kane mit der Rückennummer 10 (2017)

Am 23. Dezember 2017 erzielte Kane drei Treffer im Spiel gegen den FC Burnley und stellte mit bis dahin 36 Toren den Rekord Alan Shearers aus dem Jahr 1995 für die meisten Ligatore in einem Kalenderjahr ein. Durch drei weitere Treffer im folgenden Spiel gegen den FC Southampton am 26. Dezember 2017 sicherte sich Kane die alleinige Führung in dieser Wertung. Zudem wurde er der erste Spieler, der in einem Jahr in der Premier League sechs Hattricks erzielte. Im gesamten Jahr 2017 gelangen ihm acht Dreierpacks. Mit 56 Toren in allen Wettbewerben im Jahr 2017 wurde Harry Kane Europas Toptorjäger des Jahres und durchbrach damit die siebenjährige Dominanz von Lionel Messi (54) und Cristiano Ronaldo (53).
Mit seinen zwei Toren gegen den FC Everton am 13. Januar 2018 und seinem 98. Ligator insgesamt überholte Kane Teddy Sheringham, der 97 Tore erzielt hatte, als Tottenhams erfolgreichsten Torschützen der Geschichte. Am 4. Februar 2018 erzielte Kane gegen den FC Liverpool sein 100. Ligator. Weniger als die 141 Einsätze Kanes für das 100. Tor benötigte nur Alan Shearer mit 121 Spielen.
In der Spielzeit 2018/19 konnte Kane mit seinem Team das Finale der UEFA Champions League erreichen, welches gegen den FC Liverpool mit 0:2 verloren ging. Kane erzielte in neun Einsätzen fünf Treffer, wobei er vier Spiele in der K.O-Phase verpasste, im Finale wirkte er aber über die gesamte Spielzeit mit. 2021 erreichte Kane mit den Hotspurs erneut das Finale des League Cups, dieses wurde jedoch ebenfalls verloren.
Am 5. Februar 2023 wurde er mit seinem 267. Treffer für Tottenham Rekordtorschütze des Vereins und übertraf die über 50 Jahre alte Bestmarke von Jimmy Greaves. Es war zugleich Kanes 200. Premier-League-Tor, was davor nur zwei Spielern gelungen war. Im Mai 2023 erzielte Kane beim 1:0-Sieg gegen Crystal Palace sein 209. Premier-League-Tor und wurde damit zum alleinigen zweiterfolgreichsten Torschützen der Premier-League-Geschichte.

### Wechsel zum FC Bayern München
Im Sommer 2023 wechselte Kane in die deutsche Bundesliga und unterschrieb beim Rekordmeister FC Bayern München einen Vierjahresvertrag. Laut Medienberichten soll die Sockelablöse 100 Millionen Euro betragen haben, womit Kane zu einem der teuersten Transfers der Fußballgeschichte und zum teuersten Einkauf der Bundesliga wurde. In seinem ersten Pflichtspieleinsatz verlor der FC Bayern im DFL-Supercup gegen RB Leipzig. Im DFB-Pokal scheiterte die Mannschaft von Thomas Tuchel bereits in der 2. Runde am Drittligisten 1. FC Saarbrücken; Kane wurde dabei in beiden Spielen geschont und saß die komplette Spielzeit auf der Bank. Umso erfolgreicher verlief sein Start in der Bundesliga. Er schoss als erster Spieler des FC Bayern sieben Tore in den ersten fünf Ligaspielen. Nach dem 10. Spieltag hatte Kane 15 Tore erzielt, womit er den Rekord von Gerd Müller aus der Saison 1968/69 egalisierte. Nach der Hinrunde hatte er 22 Tore erzielt und damit den Rekord von Robert Lewandowski aus der Saison 2020/21 eingestellt. Das Elfmetertor zum 2:1-Sieg gegen Eintracht Frankfurt am 27. April 2024 war das 42. Tor im 42. Pflichtspiel, womit er eine persönliche Bestmarke aufstellte. Trotz Kanes Toren wurde der FC Bayern erstmals seit 2012 nicht deutscher Meister. Bereits am 29. Spieltag sicherte sich Bayer 04 Leverkusen den Titel. In der Champions League erzielte der Engländer in 12 Spielen 8 Tore und wurde gemeinsam mit Kylian Mbappé Torschützenkönig. Dennoch scheiterte man im Halbfinale an Real Madrid. Kane blieb damit weiterhin titellos. In der Bundesliga, die der FC Bayern auf dem 3. Platz beendete, wurde Kane mit 36 Toren in 32 Spielen Torschützenkönig, kein Spieler erzielte mehr Tore in seiner ersten Bundesligasaison. Als bester Torschütze Europas wurde er erstmals mit dem Goldenen Schuh ausgezeichnet.
Am 18. September 2024 schoss er im Auftaktspiel der Champions League gegen Dinamo Zagreb (9:2) vier Tore, als erster Spieler erzielte er dabei drei Elfmetertore in einem Europapokalspiel. Beim 3:0-Heimsieg gegen den FC Augsburg am 22. November erzielte Kane einen weiteren Hattrick, damit stellte er mit 50 Toren nach 43 Bundesligaspielen einen neuen Rekord auf. In der Saison 2024/25 errang der FC Bayern mit Kane die Deutsche Meisterschaft. Mit 26 Toren in 31 Spielen wurde er erneut Torschützenkönig, außerdem wurde er zum besten Spieler der Saison gewählt.
Am 16. August 2025 gewann er mit Bayern den Supercup nach einem 2:1-Sieg gegen den VfB Stuttgart. Kane erzielte dabei das Tor zur 1:0-Führung.

## Nationalmannschaft
Kane spielte ab 2010 für englische Nachwuchsteams. In jenem Jahr wurde er erstmals für die U17-Nationalmannschaft Englands nominiert. Die U17-Europameisterschaft 2010, die England gewann, verpasste er verletzungsbedingt. 2012 nahm er an der U19-Europameisterschaft 2012 teil, bei der er ein Tor erzielte und im Halbfinale an Griechenland scheiterte. Mit der U20-Nationalmannschaft spielte Kane bei der U20-Weltmeisterschaft 2013 und schied in der Gruppenphase aus; Kane erzielte ein Turniertor. Auch war er Teil der englischen U21-Nationalmannschaft, die im Sommer 2015 an der U21-Europameisterschaft teilnahm. Wiederum scheiterte er mit der Mannschaft in der Gruppenphase.
Als Sohn eines Iren konnte sich Kane zwischen zwei Nationalmannschaften entscheiden: England und Irland. 2014 stellte er klar, dass für ihn nur die englische Nationalmannschaft infrage komme. Im März 2015 wurde er von Roy Hodgson erstmals in den Kader der englischen Auswahl berufen. Bei seinem Länderspieldebüt am 27. März 2015 erzielte Kane beim 4:0-Sieg im EM-Qualifikationsspiel im Wembley-Stadion in London gegen Litauen 80 Sekunden nach seiner Einwechslung für Wayne Rooney in der 73. Spielminute den Treffer zum Endstand.
Bei der Europameisterschaft 2016 in Frankreich wurde Kane in das englische Aufgebot aufgenommen. Er kam in allen vier Spielen im Turnier zum Einsatz, erzielte aber kein Tor. Nach zwei Unentschieden gegen Russland und die Slowakei sowie einem Sieg gegen Wales scheiterte man im Achtelfinale an Island.

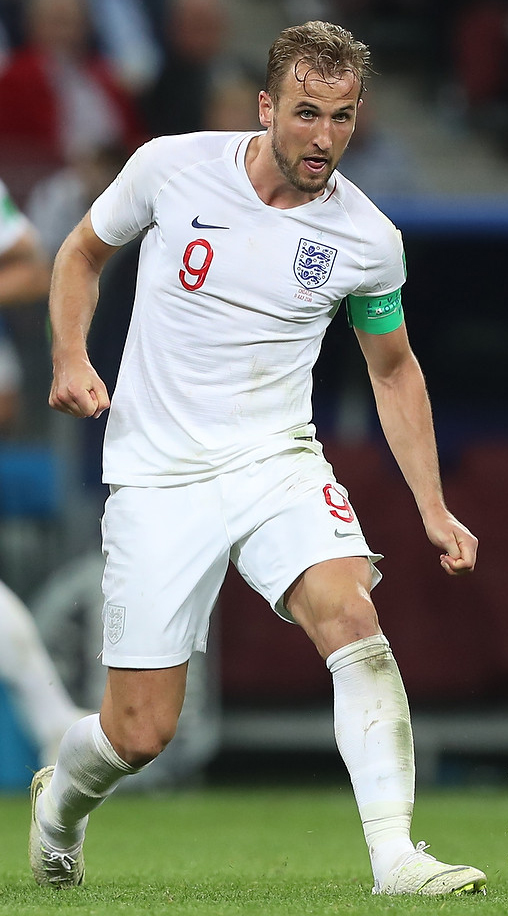
Als Kapitän bei der WM 2018 in Russland

Zur WM in Russland 2018 führte Kane seine Mannschaft als bisher jüngster Kapitän an und wurde mit ihr Vierter. Beim Auftaktsieg, dem 2:1 gegen Tunesien, erzielte er beide Treffer für seine Mannschaft. Im anschließenden Gruppenspiel gegen Panama schoss Kane drei Tore zum Endstand von 6:1. Im Achtelfinalspiel gegen Kolumbien verwandelte er zwei Elfmeter, davon einen im Elfmeterschießen, was das Spiel mit dem Gesamtergebnis von 5:4 für England beendete. Nach Abschluss des Turniers erhielt der Stürmer als bester Torschütze mit 6 Treffern den Goldenen Schuh.
Im Jahr 2021 wurde Kane in den englischen Kader für die Fußball-Europameisterschaft berufen, der das Finale gegen Italien im Elfmeterschießen im heimischen Wembley-Stadion verlor. Er war mit vier Toren noch vor Raheem Sterling (drei) erfolgreichster EM-Torschütze für England. Im selben Jahr trug er im November in der Qualifikationsgruppenphase mit einem perfekten Hattrick gegen Albanien zu einer besseren Tordifferenz und einem weiteren Schritt zur Direktqualifikation für die Endrunde der Fußball-Weltmeisterschaft 2022 in Katar bei. Diese wurde am letzten Spieltag besiegelt, als die Three Lions San Marino mit 10:0 besiegten. Der Stürmer erzielte einen Quattrick und zog mit Gary Lineker, der ebenfalls 48 Tore für England geschossen hatte, gleich.
Am 2. Spieltag der UEFA Nations League 2022/23 erzielte er im Juni 2022 gegen Deutschland sein 50. Länderspieltor bzw. zum 1:1-Endstand. Mit diesem Länderspieltor zog Kane an Bobby Charlton vorbei und stieg zum zweiterfolgreichsten Torschützen der Nationalmannschaft Englands auf. Im selben Jahr wurde Kane in den englischen Kader für die Fußball-WM in Katar berufen. Er führte als Mannschaftskapitän die Engländer ins Viertelfinale gegen die späteren Vizeweltmeister Frankreich. Bei der 1:2-Viertelfinalniederlage erzielte Kane sein 53. Länderspieltor im 80. A-Länderspieleinsatz, damit egalisierte er die Rekordtormarke von Wayne Rooney, der dafür 120 A-Länderspiele benötigte.
Am 23. März 2023 erzielte Kane im Qualifikationsturnier zur Europameisterschaft 2024 gegen den amtierenden Europameister Italien sein 54. Länderspieltor und wurde alleiniger Rekordtorschütze der englischen Nationalmannschaft. Im weiteren Verlauf des Qualifikationsturniers baute Kane die Rekordtormarke weiter aus.
Im ersten Spiel der Europameisterschaft 2024 absolvierte Kane einen 23. Einsatz bei Welt- und Europameisterschaften und wurde so zum Rekordhalter Englands. Die Engländer erreichten in der Vorrunde mit fünf Punkten vor Dänemark,  Slowenien und Serbien den 1. Platz, wobei Kane einen der beiden englischen Treffer erzielte. Im Achtelfinale lag die Mannschaft bis in die Nachspielzeit mit 0:1 gegen die Slowakei zurück, ehe Jude Bellingham per Fallrückzieher den Ausgleich erzielte. In der Verlängerung gewann England durch ein Tor von Kane mit 2:1 und zog somit in das Viertelfinale gegen die Schweiz ein. Dieses Spiel endete 1:1 nach Verlängerung, in der Kane ausgewechselt wurde. Somit trat er nicht mehr im erfolgreichen Elfmeterschießen an. Im Halbfinale schlugen die Engländer die Niederlande mit 2:1. Kane hatte den 1:1-Ausgleich erzielt, ehe er in der Schlussphase für Ollie Watkins ausgewechselt wurde. Watkins erzielte kurz vor dem Spielende schließlich den Siegtreffer. Im Finale verlor England im Berliner Olympiastadion gegen Spanien mit 1:2, wobei Kane bereits im Laufe der 2. Halbzeit beim Stand von 0:1 aus englischer Sicht ausgewechselt wurde. Seine drei Tore genügten, um gemeinsam mit Cody Gakpo, Georges Mikautadze, Jamal Musiala, Dani Olmo und Ivan Schranz Torschützenkönig zu werden.
Am 2. Spieltag der UEFA Nations League 2024/25 absolvierte Kane seinen 100. Länderspieleinsatz und erzielte sein 67. und 68. Tor beim 2:0-Sieg über Finnland.

## Titel und Auszeichnungen
Verein
- Deutscher Meister: 2025 (FC Bayern München)
- Deutscher Supercupsieger: 2025 (FC Bayern München)

Individuell
- Goldener Schuh als bester Torschütze Europas: 2024
- Gerd-Müller-Trophäe: 2024 1
- Torschützenkönig
  - der Weltmeisterschaft: 2018
  - der Europameisterschaft: 2024 2
  - der Champions League: 2024 1
  - der Premier League (3): 2016, 2017, 2021
  - der Bundesliga (2): 2024, 2025
- Englands Fußballer des Jahres: 2017 (Fan-Wahl)
- Englands Jungprofi des Jahres: 2015
- Englands Nationalspieler des Jahres: 2017[63]
- Englands Fußballer des Monats (6): Januar 2015, Februar 2015, März 2016, Februar 2017, September 2017, Dezember 2017
- Spieler des Jahres von Tottenham Hotspur (2): 2014/15, 2020/21
- Jungprofi des Jahres des FC Millwall: 2011/12
- PFA Team of the Year (5): 2014/15, 2015/16, 2016/17, 2017/18, 2020/21
- Einstufung als Weltklasse in der Rangliste des deutschen Fußballs: Winter 2023/24, Winter 2024/25
- 2024: Globe Soccer Award – Europas bester Torjäger[64]
- Wahl in die VDV 11: 2023/24, 2024/25
- Spieler des Monats der Fußball-Bundesliga: Oktober 2024
- Spieler der Saison der Fußball-Bundesliga: 2024/25
- Torschütze des Monats: November 2024
- Torschütze des Jahres: 2024[65]

## Persönliches
Harry Kane ist mit Katie Goodland verheiratet, die er bereits seit seiner Kindheit kennt. Sie sind Eltern von vier Kindern.